# Kolesin
Kolesin (prononciation : [kɔˈlɛɕin]) est un village polonais de la gmina de Babimost dans le powiat de Zielona Góra de la voïvodie de Lubusz dans l'ouest de la Pologne.
Il se situe à environ 6 kilomètres à l'ouest de Babimost (siège de la gmina) et 34 kilomètres au nord-est de Zielona Góra (siège du powiat et de la diétine régionale).
Le village comptait approximativement une population de 235 habitants en 2011.

## Histoire
Le nom allemand du village était Goltzen.
Après la Seconde Guerre mondiale, avec les conséquences de la Conférence de Potsdam et la mise en œuvre de la ligne Oder-Neisse, le village est intégré à la République populaire de Pologne. La population d'origine allemande est expulsée et remplacée par des polonais.
De 1975 à 1998, le village appartenait administrativement à la voïvodie de Zielona Góra.

Depuis 1999, il appartient administrativement à la voïvodie de Lubusz